# マグマ (音楽イベント)
マグマ（MAGMA）は、日本国内で開催されるロック・フェスティバルの一つ。

## 概要
- 2007年に初開催。
- 2008年開催分については、イベント直前でバッド・ブレインズのキャンセルが発表され、横浜公演2回が延期となっている。全公演7350円。協賛
- 2009年にイギリスからハードコア御三家を招聘

## 略歴

### 2009年
9月20日 ＠横浜ベイホール
〈バンド〉
ディスチャージ／ジー・ビー・エイチ／エクスプロイテッド／他
9月21日 ＠横浜ベイホール
〈バンド〉
ディスチャージ／ジー・ビー・エイチ／ジ・エクスプロイテッド／他

### 2008年
12月8日 ＠名古屋ダイアモンドホール
〈バンド〉
ハーリーズ・ウォー／SQUALO／CORTECUELLOS／他
12月10日 ＠名古屋ダイアモンドホール
〈バンド〉
バイオハザード／ハーリーズ・ウォー／CLOSER／MASOCHISTIC ONO BAND／他
12月11日 ＠ゼップ大阪
〈バンド〉
ニューヨークドールズ／バイオハザード／ハーリーズ・ウォー／毛皮のマリーズ／他
12月12日 ＠ゼップ大阪
〈バンド〉
ニューヨークドールズ／バイオハザード／ハーリーズ・ウォー／他

### 2007年
5月26日 ＠沖縄ナムラホール
〈バンド〉
アグレッシブ・ドッグス／オール・フォー・ミール／バウンシング・ソウルズ／エイチ・ツー・オー／ハーリーズ・ウォー／ヘイズン・ストリート／マッドボール／マーフィーズ・ロウ／スタッカーズ／アンダードッグ／スマッシュ・レイド／地獄車／ブリーチ／ビッグ・ハンド・ファミリー／チェインソール／バッドアス／ヘイト・クラウン／ガン・フォード／ツーサイドワン・ブレイン／フェイク・キングス
6月2日 ＠横浜文化体育館
〈バンド〉アグレッシブ・ドッグス／オール・フォー・ミール／シック・オブ・イット・オール／バウンシング・ソウルズ／ドゥイング・ライフ／エイチ・ツー・オー／ハーリーズ・ウォー／ヘイズン・ストリート／マッドボール／マーフィーズ・ロウ／パークウェイ・ドライブ／レッド・バクテリア・バキューム／スタッカーズ／アンダードッグ／スマッシュ・レイド／バックスライド／ニコチン／コミュニティ・トラスト／スタブ・フォー・リーズン／ナム／アイキュートゥエンティ／ロデオ／ティガー・フィート／ブラッドショット／スティル・ユー・アライヴ／ティー・ジェイ・マックス／SiM／スラップダウン／ウィズ・マイ・フット／エターナル・ビー
- マグマ・ツアー
  - 5月28日 ＠新宿アシベ・ホール

〈バンド〉
マッドボール／サンズ・オウル／ファイト・イット・アウト／ライズ／デンティスト
  - 5月28日 ＠横浜クラブ・ツーフォー・ウェスト

〈バンド〉
アンダードッグ／ハーリーズ・ウォー／オール・フォー・ミール／ドント・ターン・アウェイ／クリーブ／シム
  - 5月29日 ＠新宿アシベ・ホール

〈バンド〉
エイチ・ツー・オー／エンズウェック／エフシー・ファイブ／アストラル・メス／クリーブ／ナーバス・ライト・オブ・サンデー
  - 5月29日 ＠日本武道館

〈バンド〉
マイ・ケミカル・ロマンス／ opening act バウンシング・ソウルズ
  - 5月30日 ＠上野センセイション

〈バンド〉
バウンシング・ソウルズ／アンダードッグ／オール・フォー・ミール／ジェイバード／スタート・フロム・スクラッチ／シック・ボーンズ
  - 5月30日 ＠渋谷クラブ・アジア

〈バンド〉
マーフィーズ・ロウ／ハーリーズ・ウォー／マッドボール／エイチ・ツー・オー／アグレッシブ・ドッグス／ and more
  - 5月31日 ＠新宿アシベ・ホール

〈バンド〉
シック・オブ・イット・オール／パークウェイ・ドライブ／ファック・ユー・ヒーローズ／アイキュートゥエンティ
  - 5月31日 ＠鈴鹿スパーク

〈バンド〉
エイチ・ツー・オー／マッドボール／フェイスカーズ／インシンク／スラップダウン／ and more